# Herophydrus gigas
Herophydrus gigas är en skalbaggsart som beskrevs av Régimbart 1895. Herophydrus gigas ingår i släktet Herophydrus och familjen dykare. Inga underarter finns listade i Catalogue of Life.